# یومی ایوابوچی

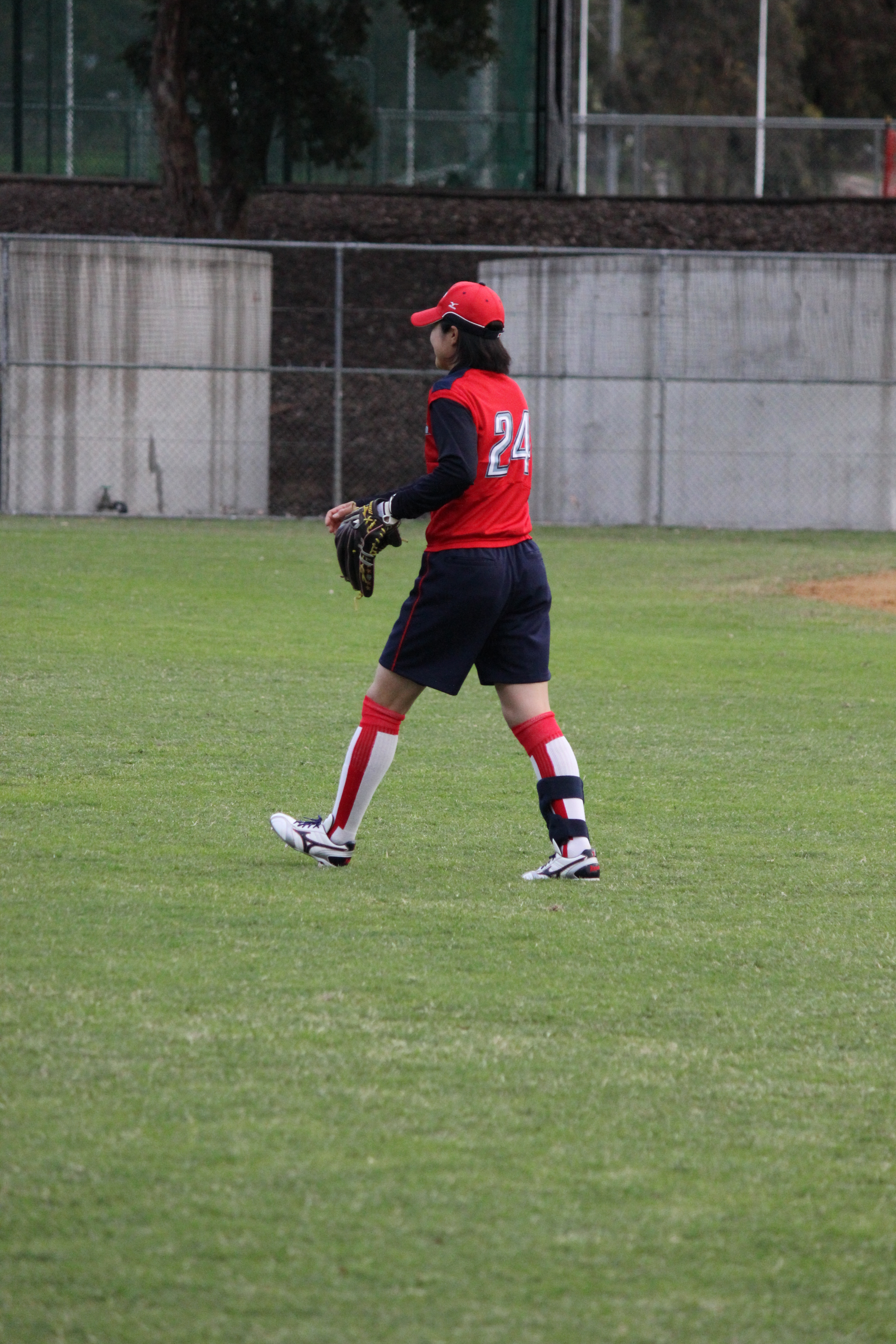
یومی ایوابوچی در سال ۲۰۱۲

یومی ایوابوچی (انگلیسی: Yumi Iwabuchi؛ زادهٔ ۱۰ سپتامبر ۱۹۷۹) بازیکن سافت‌بال اهل ژاپن است.